# Riccia
Riccia là một đô thị ở tỉnh Campobasso trong vùng Molise thuộc nước Ý, có vị trí cách khoảng 15 km về phía đông nam của Campobasso, with a population of c. 5.600.
Riccia giáp các đô thị: Castelpagano, Castelvetere in Val Fortore, Cercemaggiore, Colle Sannita, Gambatesa, Jelsi, Pietracatella, Tufara.